# NXT Europe
NXT Europe será un programa en vivo de lucha libre profesional de la cadena WWE Network producido por la WWE. El programa tendrá la división de Europa de la WWE, pero transmitido en el espacio de NXT servirá como territorio de desarrollo de muchos talentos europeos que llegaran principalmente del Reino Unido, país de origen de la marca antecesora NXT UK que cesó para dar cabida a una marca de tamaño continental para que nuevos luchadores se sientan identificados y sientan la marca más cercana.

## Futuro
Se prevé que en un futuro NXT Europe funcione como lo ha estado haciendo hasta su final NXT UK pero con más audiencia y más internacionalizado.